# Марано Принчипато
Мара̀но Принчипа̀то (на италиански: Marano Principato, на местен диалект Marànu, Марану) е малко градче и община в Южна Италия, провинция Козенца, регион Калабрия. Разположено е на 480 m надморска височина. Населението на общината е 3120 души (към 2012 г.).